# 平田寺

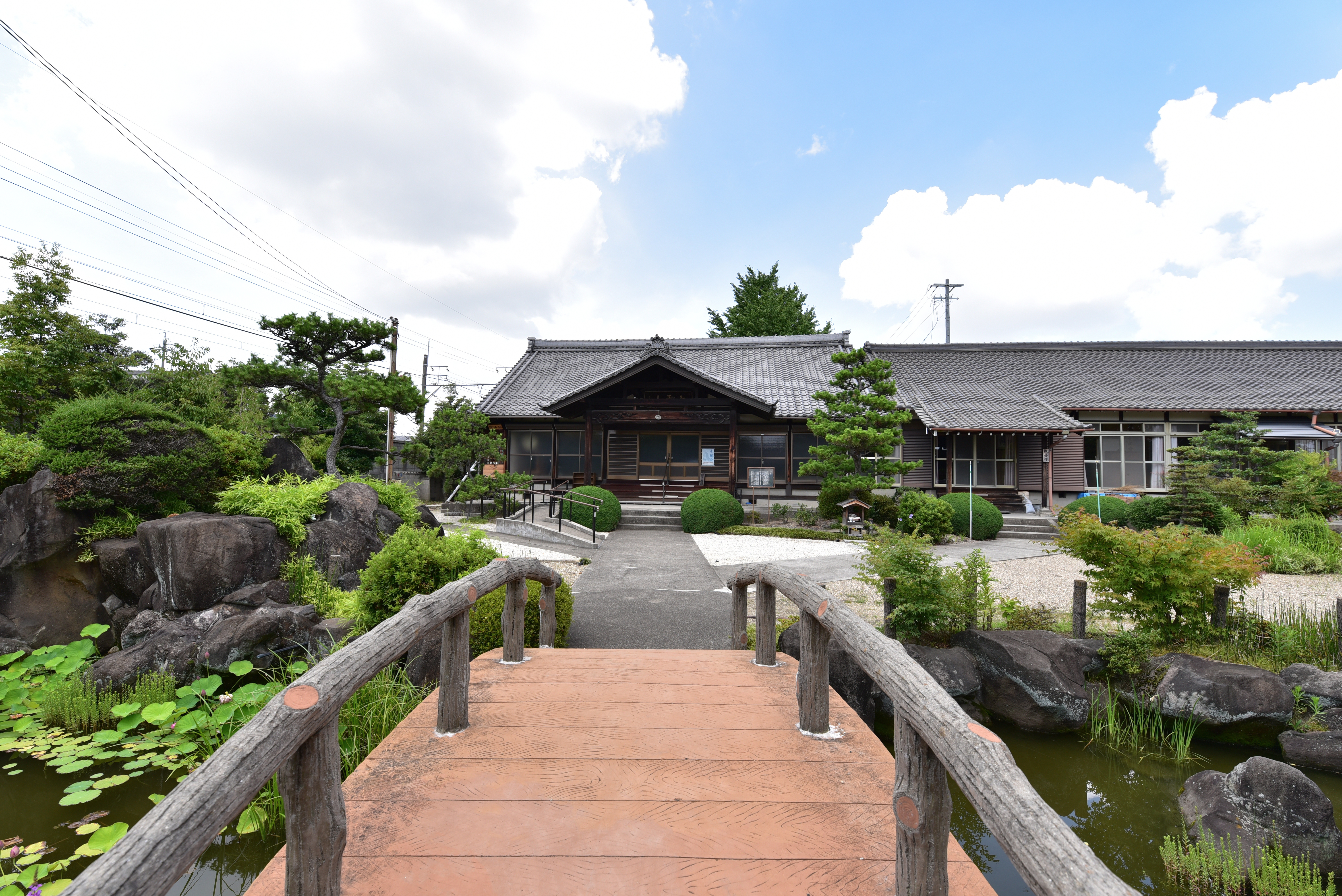
本堂

平田寺（へいでんじ）は、愛知県北名古屋市にある曹洞宗の寺院。

## 沿革
1564年（永禄7年）、平田城主であった平田和泉守が開基したと伝えられる

。開山は玄作。創立当初は天台宗であったが、1604年（慶長9年）、瀬戸赤津にある雲興寺から宗準和尚が中興の開祖として入り、曹洞宗に改めた。1599年（慶長4年）、豊臣氏より朱印地300石を受領したが、豊臣氏滅亡後に朱印地を失うと、1620年（元和6年）9月1日、徳川義直より黒印地52石を受領して、明治維新に至る。本尊は木造五劫思惟阿弥陀如来坐像で、他に円空仏を3体所有している
。
豊臣秀吉、平田和泉守の位牌がある事や
黒池龍神にまつわる雨乞い伝説で知られる
。
毎月第2日曜日を恩田の集いとして、黒池龍神例祭や太極拳等の体験教室、こども食堂が行われている。

## 文化財

### 愛知県指定有形文化財
- 絹本著色釈迦三尊像並びに羅漢図（高麗時代）[6]
- 木造五劫思惟阿弥陀如来坐像[7]

### 北名古屋市指定有形文化財
- 黒印状付通函[1]
- 黒池龍神謡曲[9]
- 木造薬師像（円空仏）[10]
- 木造天神像（円空仏）[1]
- 木造観音像（円空仏）[1]

## 交通手段
- 名鉄犬山線西春駅下車　徒歩8分